# Suriname az olimpiai játékokon

1960-1972

Suriname első alkalommal 1960-ban vett részt az olimpiai játékokon, és azóta is minden nyári sportünnepre küldött sportolókat, kivéve 1964-ben és az 1980-as játékok Amerikai Egyesült Államok vezette bojkottja idején. Suriname még egyszer sem képviseltette magát a téli olimpiákon.
Az ország sportolói összesen két olimpiai érmet nyertek, mindkettőt Anthony Nesty úszó.
A Suriname-i Olimpiai Bizottságot 1959-ben alapították, és a NOB még abban az évben fel is vette tagjai közé.

## Érmesek
| Érem  | Név           | Olimpia         | Sport | Versenyszám          |
| ----- | ------------- | --------------- | ----- | -------------------- |
| Arany | Anthony Nesty | 1988. Szöul     | Úszás | Férfi 100 m pillangó |
| Bronz | Anthony Nesty | 1992. Barcelona | Úszás | Férfi 100 m pillangó |

## Éremtáblázatok

### Érmek a nyári olimpiai játékokon
Érmek a téli olimpiai játékokon sportáganként
| Olimpia              | Arany          | Ezüst          | Bronz          | Összesen       |
| 1960, Róma           | 0              | 0              | 0              | 0              |
| 1964, Tokió          | nem vett részt | nem vett részt | nem vett részt | nem vett részt |
| 1968, Mexikóváros    | 0              | 0              | 0              | 0              |
| 1972, München        | 0              | 0              | 0              | 0              |
| 1976, Montréal       | 0              | 0              | 0              | 0              |
| 1980, Moszkva        | nem vett részt | nem vett részt | nem vett részt | nem vett részt |
| 1984, Los Angeles    | 0              | 0              | 0              | 0              |
| 1988, Szöul          | 1              | 0              | 0              | 1              |
| 1992, Barcelona      | 0              | 0              | 1              | 1              |
| 1996, Atlanta        | 0              | 0              | 0              | 0              |
| 2000, Sydney         | 0              | 0              | 0              | 0              |
| 2004, Athén          | 0              | 0              | 0              | 0              |
| 2008, Peking         | 0              | 0              | 0              | 0              |
| 2012, London         | 0              | 0              | 0              | 0              |
| 2016, Rio de Janeiro | 0              | 0              | 0              | 0              |
| 2020, Tokió          | 0              | 0              | 0              | 0              |
| 2024, Párizs         | 0              | 0              | 0              | 0              |
| Összesen             | 1              | 0              | 1              | 2              |

## Érmek sportáganként

### Érmek a nyári olimpiai játékokon sportáganként
| Suriname érmei a nyári olimpiai játékokon sportáganként | Suriname érmei a nyári olimpiai játékokon sportáganként | Suriname érmei a nyári olimpiai játékokon sportáganként | Suriname érmei a nyári olimpiai játékokon sportáganként | Az olimpiai zászlaja |

| Sportág  | Arany | Ezüst | Bronz | Összesen |
| -------- | ----- | ----- | ----- | -------- |
| Úszás    | 1     | 0     | 1     | 2        |
| Összesen | 1     | 0     | 1     | 2        |